# Florian Pronold

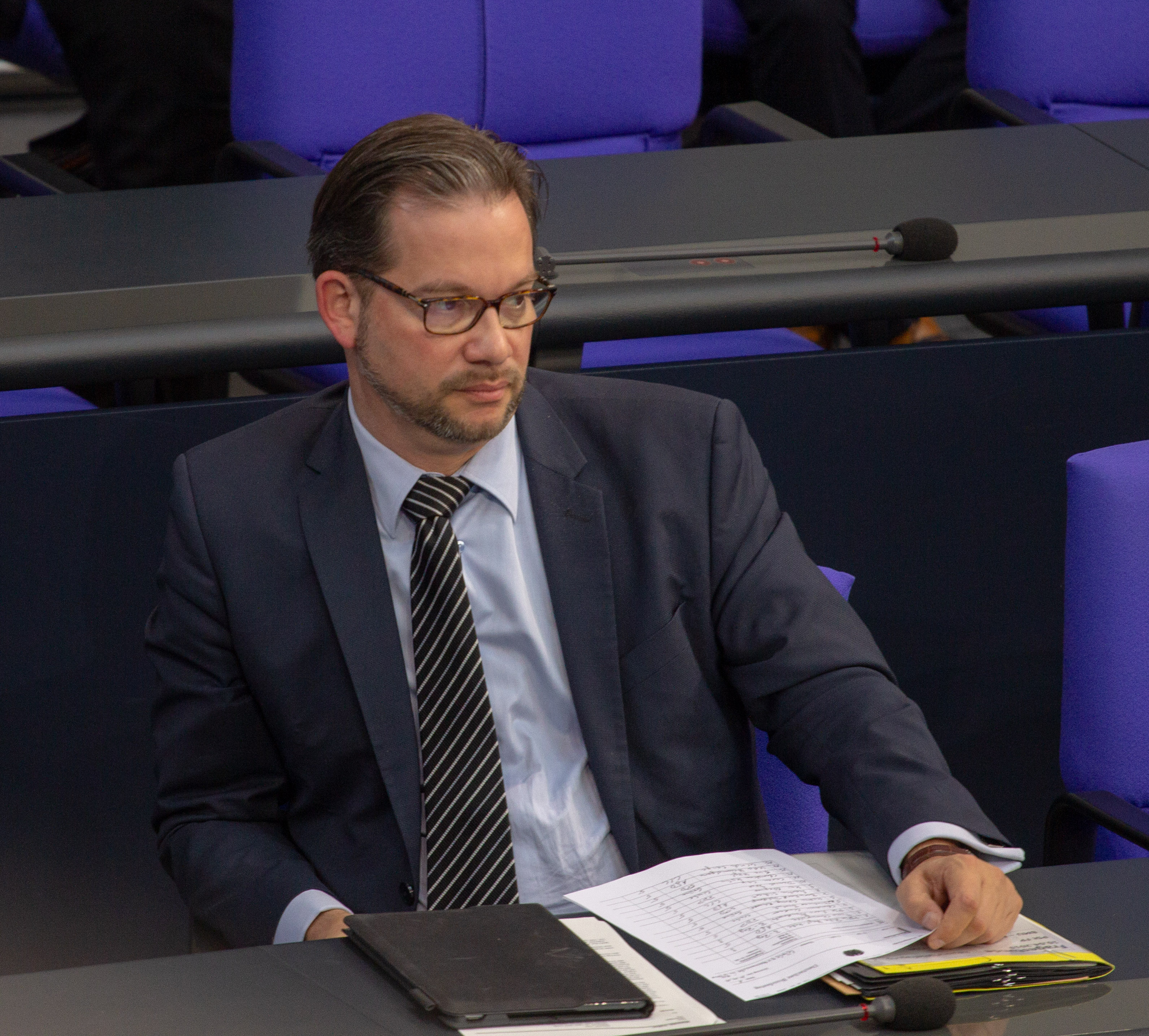
Florian Pronold (2019)

Florian Pronold  (* 28. Dezember 1972 in Passau) ist ein deutscher Politiker (SPD) und Rechtsanwalt. Von 2002 bis 2021 war er Mitglied des Deutschen Bundestages. Vom 11. Juli 2009 bis 20. Mai 2017 war er Vorsitzender der BayernSPD. Von Dezember 2013 bis März 2018 war Pronold Parlamentarischer Staatssekretär bei der Bundesministerin für Umwelt, Naturschutz, Bau und Reaktorsicherheit mit der Zuständigkeit für Bauwesen und Stadtentwicklung und von März 2018 bis Dezember 2021 bei der Bundesministerin für Umwelt, Naturschutz und nukleare Sicherheit.

## Leben und Beruf
Nach dem Abitur 1992 am Robert-Koch-Gymnasium in Deggendorf absolvierte Pronold eine Ausbildung zum Bankkaufmann bei der Sparkasse Deggendorf. Anschließend begann er 1995 ein Studium der Rechtswissenschaft an der Universität Regensburg, welches er 2000 mit der ersten Prüfung beendete. Nach Ableistung des Rechtsreferendariats bestand er 2002 auch die zweite Staatsprüfung und ist seit Juli 2002 als Rechtsanwalt zugelassen. Seine Tätigkeit und Partnerschaft in einer Anwaltskanzlei ruht aufgrund seiner Tätigkeit als Parlamentarischer Staatssekretär. Pronold ist Mitglied bei amnesty international, der Arbeiterwohlfahrt, von ver.di, im Bund Naturschutz, im Sozialverband VdK und der Friedrich-Ebert-Stiftung. Er war von 2010 bis 2018 Mitglied im Rundfunkrat des Bayerischen Rundfunks (KdÖR). Seit dem 1. Juli 2023 ist er Geschäftsführer des Instituts Bauen und Umwelt.
Pronold ist Mitglied im Bund für Geistesfreiheit.
Pronold ist konfessionslos und verheiratet.

## Partei
Pronold trat schon als Schüler im Jahr 1989 in die SPD ein. 1993 wurde er zum damals jüngsten Mitglied des Landesvorstandes der SPD in Bayern gewählt. In den Jahren 1999 bis 2004 war Pronold Landesvorsitzender der Jusos in Bayern und Mitglied im Präsidium der bayerischen SPD.
Im Jahr 2003 initiierte Pronold gegen die Agenda 2010 von Bundeskanzler Gerhard Schröder gemeinsam mit anderen Parteimitgliedern das erste Mitgliederbegehren in der Geschichte der SPD, um auf eine politische Kurskorrektur der SPD hinzuarbeiten. Erfolg hatte er damit nicht. Das Mitgliederbegehren mit dem Namen „Wir sind die Partei“ scheiterte schließlich an den fehlenden Unterschriften, jedoch hat es dazu beigetragen, die Debatte in der Partei über die anstehenden Sozialreformen und darüber hinaus, über die Ausrichtung der Partei anzuregen.
Von 2004 bis 2021 war er Vorsitzender des SPD-Unterbezirks Rottal-Inn. Von 2004 bis 2009 war er stellvertretender Vorsitzender der BayernSPD.
In den Jahren 2007 bis 2017 war Pronold Mitglied des SPD-Parteivorstands, ab 2009 auch des Präsidiums.
Im sechsköpfigen Kompetenzteam der BayernSPD für die Landtagswahl 2008 vertrat Pronold den Bereich „Wirtschaft und Finanzen“. Die SPD erreichte 2008 mit 18,6 Prozent das bis dahin schlechteste Ergebnis bei den bayerischen Landtagswahlen der Nachkriegszeit.
Am 11. Juli 2009 wählte ihn der Parteitag des bayerischen Landesverbandes der SPD mit 89,7 Prozent der Delegiertenstimmen als Nachfolger von Ludwig Stiegler zum Landesvorsitzenden. 2011 und 2013 wurde Pronold in diesem Amt bestätigt. Im Mai 2013 holte SPD-Kanzlerkandidat Peer Steinbrück Florian Pronold in sein Kompetenzteam für die Bundestagswahl 2013. Pronold sollte laut Der Spiegel vor allem für die Themenbereiche Verkehr und Infrastruktur zuständig sein. Die SPD erzielte 2013 einerseits das bis dato zweitschlechteste Bundestagswahlergebnis ihrer Parteigeschichte, verbesserte sich jedoch im Vergleich zum Jahr 2009.
Bei den Koalitionsverhandlungen 2013 zwischen CDU/CSU und SPD leitete er auf SPD-Seiten die Arbeitsgruppe 8 „Verkehr, Bau und Infrastruktur“ zusammen mit Peter Ramsauer. Pronold setzte durch, dass die Mietpreisbremse und die Erhöhung der Städtebauförderung in den Koalitionsvertrag festgeschrieben wurden.
Im Juni 2015 gab es bei der Wahl zum Landesvorsitzenden der SPD eine Gegenkandidatur durch den 71-jährigen Pensionär Walter Adam aus Niederbayern, der Pronold heftig kritisierte und bei seiner Kandidatur durch den Regisseur Konstantin Ferstl unterstützt wurde. Walter Adam stammt wie der unten genannte Michael Adam aus Niederbayern, ist aber mit diesem nicht verwandt. Pronold erhielt lediglich 63,3 Prozent der Stimmen, der Gegenkandidat Adam überraschende 31,7 Prozent. Laut Christian Ude ist Pronold damit „in erschütternder Art und Weise demontiert“ worden. Der Focus hatte bereits Pronolds Wahlergebnis im Jahre 2013 von 80,6 Prozent als „Dämpfer“ bezeichnet. Im Februar 2017 kündigte er an, auf dem Landesparteitag im Mai nicht erneut für den Landesvorsitz zu kandidieren. Gleichzeitig schlug er die Generalsekretärin des SPD-Landesverbands, Natascha Kohnen, als Parteivorsitzende und Spitzenkandidatin für die Landtagswahl 2018 vor. Als Nachfolgerin Pronolds als Landesvorsitzende der SPD in Bayern wurde am 20. Mai 2017 Kohnen gewählt.
Er war bis 2020 Mitherausgeber der Spw – Zeitschrift für sozialistische Politik und Wirtschaft. Er verantwortet die Webseite Gläserner Abgeordneter, auf der er seit seinem Einzug in den Bundestag nicht nur seine Einnahmen, sondern auch die Verwendung der steuerfreien Aufwandspauschale dokumentiert.

## Öffentliche Ämter
Pronold gehörte in den Jahren 1996 bis März 2010 dem Stadtrat von Deggendorf und von 1996 bis 2002, sowie von 2005 bis 2020 auch dem Kreistag des Landkreises Deggendorf an.
In den Jahren 2002 bis 2021 war er Mitglied des Deutschen Bundestages. Er zog stets über die Landesliste Bayern in den Bundestag ein. 2009, 2013 und 2017 kandidierte er dabei auf dem ersten Platz der Landesliste. Sein Wahlkreis ist Rottal-Inn. Im Bundestag war er von Oktober 2004 bis Oktober 2009 stellvertretender Sprecher der Arbeitsgruppe Finanzen der SPD-Bundestagsfraktion. Von Dezember 2005 bis Februar 2010 war er Vorsitzender der Landesgruppe Bayern in der SPD-Fraktion und gehört außerdem dem Fraktionsvorstand an. Von Oktober 2009 bis Dezember 2013 war Pronold stellvertretender Vorsitzender der SPD-Fraktion im Deutschen Bundestag. Bei der Bundestagswahl 2021 kandidierte er nicht erneut.
In der Großen Koalition ab 2013 (Kabinett Merkel III) war er Parlamentarischer Staatssekretär bei der Ministerin für Umwelt, Naturschutz, Bau und Reaktorsicherheit. Dieses Amt bekleidete er auch in der Großen Koalition im Kabinett Merkel IV von 2018 bis 2021.
Pronold war in den Jahren 2010 bis 2018 eines der Mitglieder im Rundfunkrat des Bayerischen Rundfunks, die von der SPD-Landtagsfraktion entsendet werden. Er war von 2013 bis Ende 2017 Vorsitzender des Stiftungsrates Humboldt-Forum im Berliner Schloss.
Im November 2019 wurde Pronold zum Gründungsdirektor der Bundesstiftung Bauakademie gewählt und plante, seine politischen Ämter niederzulegen. (siehe auch Abschnitt Gründungsdirektor der Bundesstiftung Bauakademie 2019) Nach massiver Kritik kündigte Pronold am 10. März 2020 an, die Stelle nicht anzutreten. Pronold selbst hingegen begründete seinen Rückzug damit, die Übernahme des Postens sei aus Karenzzeitgründen frühestens zum 15. August 2020 möglich gewesen, also dreieinhalb Monate später als geplant, was den Aufbau der Bundesstiftung Bauakademie über Gebühr verzögern würde.

## Kontroversen

### Als Juso-Landesvorsitzender
Als Juso-Landesvorsitzender bezeichnete Pronold das Kruzifix in den 1990er Jahren in einem satirischen Artikel einer Jugendzeitschrift als „Lattengustl“ und geriet damit in die Kritik. Die damalige bayerische SPD-Vorsitzende Renate Schmidt verurteilte diese Aussage als „inakzeptable, pubertäre Geschmacklosigkeit“.

### Ausladung als 1.-Mai-Redner 2007
Ende März 2007 wurde Pronold zusammen mit zwei weiteren SPD-Bundestagsabgeordneten durch Fritz Schösser, den damaligen Vorsitzenden des Deutschen Gewerkschaftsbundes in Bayern, als Redner auf einer Kundgebung zum Ersten Mai ausgeladen, weil sie durch ihre Zustimmung im Bundestag zur Gesundheitsreform und zur „Rente mit 67“ gewerkschaftliche Positionen verraten hätten.

### Innerparteiliche Kritik 2012
Im November 2012 war Pronold innerparteilicher Kritik ausgesetzt. Der SPD-Landrat Michael Adam griff Pronold auf seiner Facebook-Seite persönlich und inhaltlich scharf an. Im weiteren Verlauf, in dem die persönliche, nicht aber die inhaltliche Kritik von Adam zurückgenommen wurde, übten auch weitere Funktionäre Kritik an Pronold. Die ehemalige stellvertretende SPD-Landesvorsitzende und Landtagsabgeordnete Adelheid Rupp warf der Parteispitze vor, dass fachlich kompetente SPD-Politiker nicht zu Wort kämen.

### Streit um Einführung von Real Estate Investment Trusts (REITS)
Um die Einführung von REITs (Real Estate Investment Trust) in Deutschland kam es 2006 zu einer innerparteilichen Auseinandersetzung zwischen dem damaligen Bundesfinanzminister Peer Steinbrück und Florian Pronold, Nina Hauer und Ortwin Runde. Diese sahen in dem vorliegenden Referentenentwurf des Finanzministeriums die Gefahr einer massiven Verschlechterung für Mieterinnen und Mietern: „Soziale Grundbedürfnisse wie die günstige Versorgung der Bevölkerung mit Wohnraum dürfen nicht auf dem Altar der Profitgier und des freien Marktes geopfert werden.“ Es gelang mit einer Änderung an dem Gesetzentwurf, dass keine gemeinnützigen Wohnungsbestände in REITS übernommen werden durften.

### Gründungsdirektor der Bundesstiftung Bauakademie 2019
Eine vom Stiftungsrat der Bundesstiftung Bauakademie eingesetzte Findungskommission wählte Pronold nach einer öffentlichen Ausschreibung am 12. November 2019 einstimmig zu deren Gründungsdirektor. Die Findungskommission bestand aus der Präsidentin der Bundesarchitektenkammer Barbara Ettinger-Brinckmann, dem Präsidenten der Bundesingenieurkammer Hans-Ullrich Kammeyer und Berlins Senatsbaudirektorin Regula Lüscher, aus den Staatssekretärinnen Anne Katrin Bohle (Bundesinnenministerium), Michelle Müntefering (Auswärtiges Amt, SPD) und Bettina Hagedorn (Bundesfinanzministerium, SPD), sowie aus den Bundestagsabgeordneten Johannes Kahrs (SPD) und Torsten Schweiger (CDU). Zwei mit dem Wiederaufbau der Berliner Bauakademie betraute Beamte aus der Bauabteilung des Bundesinnenministeriums, Ralf Poss und Christine Hammann, gehörten der Kommission ebenfalls an.
Scharf kritisiert wurde, dass Pronold von alten Bekannten und Mitarbeitern zum Gründungsdirektor berufen wurde und dass ihm außerdem einige der in der Ausschreibung als notwendig verlangten Kompetenzen fehlen würden. In einem offenen Brief protestierten über 600 Architekten, Kulturschaffende, Kuratoren und Museumsdirektoren aus aller Welt sowie mehrere Landesverbände des Bund Deutscher Architekten gegen die Berufung Pronolds. Er besitze nicht die Qualifikationen für das Amt, zudem habe es dem Auswahlverfahren an Transparenz gefehlt. Dieser Kritik hielt Pronold entgegen, dass die Bauakademie in seinem Konzept kein reines „Architekturzentrum“ werde und dass seine juristische Ausbildung sehr wohl als ein die Ausschreibung erfüllendes Hochschulstudium zu sehen sei. Alles andere sei eine „Verschwörungstheorie“.
In der Stellenausschreibung vom 27. Juni 2019 stand: „(…) Die Bauakademie wird ein gebauter Ort und zugleich eine unabhängige und zukunftsoffene nationale und internationale Begegnungs- und Kommunikationsplattform für die Darstellung von und die Diskussion über das Bauen in all seinen Facetten sein. Die Bauakademie wird in allen Bereichen des Bauwesens von der Architektur und Ingenieurbaukunst über die Urbanistik bis hin zur Bauwirtschaft, in Handwerk und Industrie Raum und Anlässe bieten zum Dialog mit der Öffentlichkeit und repräsentative Nutzungen ermöglichen. (…) Als Kandidatin (m/w/d) verfügen Sie über ein abgeschlossenes, für die Themen der Bauakademie relevantes universitäres Hochschulstudium; eine Promotion, ggf. auch eine Habilitation ist wünschenswert. (…)“.
In der Zeit wurde die Empörung der Unterzeichner des offenen Briefs kritisiert. Diese hätten die Zukunftsideen Pronolds für die Bauakademie und seine Argumente zur Überzeugung der Findungskommission nicht berücksichtigt.
In der Verhandlung der ersten von zwei Klagen gegen Pronolds Berufung entschied die 45. Kammer des Arbeitsgerichts Berlin am 7. Januar 2020 in einer einstweiligen Verfügung, dass Pronold das Amt als Direktor der Berliner Bauakademie vorerst nicht antreten dürfe. Die zweite Klage hingegen wies die 35. Kammer am 23. Januar 2020 ab. In einem Hauptsacheverfahren muss für die erste Klage nun geklärt werden, ob bei der Besetzung der Stelle ein Auswahlfehler unterlaufen ist.
Am 10. März 2020 kündigte Pronold an, die Stelle nicht anzutreten. Er begründete seinen Rückzug damit, die Übernahme des Postens sei aus Karenzzeitgründen frühestens zum 15. August 2020 möglich gewesen, also dreieinhalb Monate später als geplant, was den Aufbau der Bundesstiftung Bauakademie über Gebühr verzögern würde.

## Auszeichnungen
- 2019: Bayerische Verfassungsmedaille in Silber[54]